# Церковь Сретения (Вологда)
Це́рковь Сре́тения (Сре́тенская це́рковь, полное название Це́рковь Сре́тения Госпо́дня, что на На́бережной) — православный храм в Вологде, построенный в 1731—1735 годах и перенёсший позднюю перестройку (колокольня, крыльцо) в 1830 году, достопримечательность Вологды. Находится по адресу: Вологда, набережная VI Армии, 85, в историческом районе Заречье. Является памятником архитектуры, категория охраны — федеральная.

## История
Из надписи, сохранившейся на деревянном напрестольном кресте, следует, что церковь (деревянная) уже существовала в 1656 году. Тёплая церковь была освящена в 1735 году, холодная — в 1837 году. Колокольня и крыльцо подверглись значительной перестройке в 1830—1860 годах.

### Посвящение
Сретение (церковнослав., старослав. — встреча) — один из двунадесятых праздников, установленный в память о встрече в Иерусалимском храме Младенца Иисуса, принесённого родителями на 40-й день после рождения для совершения обряда посвящения, с праведным старцем Симеоном (Лк. 2:22—39). В христианстве это событие символизирует встречу Ветхого и Нового Завета.

## Архитектура
Сретенская церковь построена в 1731 году. В её архитектуре слились поздно пришедшее в Вологду русское барокко и традиционное русское узорочье XVII века.
Основная часть храма — сильно вытянутый в высоту куб, увенчанный пятью главами на тонких барабанах, с трапезной (тёплая церковь) и связанной с ней с западной части колокольней и крыльцом. Фасады украшает широкий карниз с фигурной кладкой из кирпича в виде кронштейнов-городков. Тот же мотив использован на барабанах главок, на фасаде трапезной и на трёхъярусной колокольне. Углы здания оформлены парными пилястрами. Под карнизом, на пилястрах, наличниках и фронтонах помещены вставки из поливных фигурных изразцов — уникальная для вологодских церквей этого времени деталь. Замечательны богатые наличники окон, сочетающие мотивы русского узорочья с новыми формами, пришедшими в русскую архитектуру в Петровское время («рваные фронтоны»).

## Иконы и иконостас
Из Сретенской церкви происходят несколько известных икон, находящихся сейчас в коллекциях российских музеев.
С искусствоведческой точки зрения особенно интересна икона «Снятие со креста» XVI века, Государственная Третьяковская галерея. Манера письма довольно своеобразна — плоскостная и графичная, где жидкие сплавленные локальные краски заливают строго очерченные контуром ячейки, как в древнерусских перегородчатых эмалях. Краски сияют, как в новгородской школе, но лиризм произведения, нехарактерный для Новгорода, говорит в пользу местного происхождения. При этом сходство с такими выдающимися произведениями древнерусской живописи, как «Снятие со креста» из собрания И. С. Остроухова, «Сошествие во ад» и «Оплакивание» (все — Государственная Третьяковская галерея), «Усекновение главы Иоанна Предтечи» и «Тайная вечеря» (Киевский музей русского искусства) дало некоторым исследователям основание предполагать, что все эти иконы были созданы на Русском Севере, а не в Нижнем Новгороде, как считали ранее.
Храмовая икона церкви — «Сретение» XVI века создана уже явно под влиянием московской школы.